# Storia dell'occhio
Storia dell'occhio (Histoire de l'œil) è un romanzo di Georges Bataille del 1928 - una nuova versione uscì nel 1947 - e pubblicato sotto pseudonimo, che descrive le sempre più bizzarre perversioni sessuali di una coppia d'amanti adolescenti; è narrato dal giovane mentre ripensa alle proprie avventure trascorse.
Fu solamente dopo la morte di Bataille nel 1962 che l'opera sarà ristampata sotto il suo vero nome, a cura di Jean-Jacques Pauvert (lo stesso di Histoire d'O) che aveva per primo ufficialmente riconosciuto la paternità del libro. 

## Trama
La storia è incentrata attorno alla passione sessuale esistente tra il narratore, un ragazzo tardo-adolescente il cui nome non viene mai pronunziato, e Simone, la sua ragazza. All'interno della narrazione emergono poi almeno due figure secondarie abbastanza importanti: Marcelle, una ragazza sedicenne malata di mente e destinata ad una triste fine, e Sir Edmund, un aristocratico inglese emigrato con la passione per il voyeurismo.
Simone e il narratore consumano il loro desiderio erotico su di una spiaggia di fronte alla loro casa, coinvolgendo Marcelle nella loro attività; la coppia si rivela presto essere esibizionista, giungendo ad avere un rapporto sessuale dentro casa in piena vista della madre vedova di Simone. La ragazza si diverte intanto ad inserire uova sode nella propria vagina e poi anche nell'ano, sperimentando così un notevole piacere.
Poco dopo la coppia s'impegna in un'orgia con altri adolescenti, con vari episodi di sadomasochismo, che si conclude col crollo psicologico di Marcelle. Il narratore decide allora di scappare da casa assieme a Simone, dopo essersi impossessato della pistola che il vecchio padre, malato e violento, teneva custodita in ufficio. Non riescono a portare via con sé Marcelle, già fatta ricoverare in una casa di cura.
Una notte tornano a casa della ragazza e qui, nudi, hanno un incontro intimo davanti ai passanti; in seguito riescono a far fuggire Marcelle ma questa, oramai completamente pazza, muore suicida per la strada: la coppia finisce con l'avere un incontro sessuale davanti al suo cadavere. Lasciate definitivamente le proprie case arrivano in Spagna, dove si sono rifugiati, e qui incontrano Sir Edmund.
Assistono ad una corrida con un bellissimo matador poco più che ventenne, denominato "El Granero"; dopo aver ucciso il toro lo sottopone a castrazione. Durante l'incontro seguente però il giovane viene ucciso dall'animale ed il suo volto mutilato; mentre viene trasportato fuori dallo stadio, il suo occhio destro, sanguinante e gonfio, esce dall'orbita.
A seguito degli eventi di quel giorno i tre vanno a visitare una basilica cattolica; Simone seduce con aggressività un bel sacerdote di poco più grande di lei e finisce col fargli del sesso orale mentre viene a sua volta posseduta con forza dal narratore. Edmund allora, eccitato, intraprende una parodia blasfema della celebrazione eucaristica, che coinvolge la profanazione del pane e del vino riservato alla messa con l'urina e lo sperma del giovane prete: durante l'orgasmo Simone lo strangola a morte.
Staccatogli un occhio Simone se lo infila nella vagina, mentre continua il rapporto sessuale col narratore.
Il trio elude facilmente le indagini per l'omicidio del prete e si dirige verso l'Andalusia. Edmund acquista uno yacht in modo che possano continuare le loro dissolutezze anche in terra africana.

## Interpretazione
Roland Barthes ha pubblicato un saggio intitolato Metafora dell'occhio, ove centra la propria analisi proprio sulla sua intercambiabilità con le uova, i testicoli del toro e ad altri oggetti ovulari presenti all'interno della narrazione. Il critico scorge anche tracce riguardanti una seconda serie di metafore all'interno del testo: le lacrime si vengono difatti spesso a mischiare col latte del gatto, tuorli d'uovo, scene frequenti di minzione, sangue e sperma.

## Adattamenti
Nel 1974, il romanzo è stato adattato nel film Simona, diretto da Patrick Longchamps e interpretato da Laura Antonelli.
Nel 1982, invece, è uscito per i tipi di Olympia Press Italia un libero adattamento a fumetti a opera di Guido Crepax, nel quale il ruolo della protagonista è assunto dal personaggio da questi creato, Valentina; il titolo è Storia di una storia.

Nel 1991, a Lo spettacolo in confidenza di Vieri Razzini su RaiTre, il regista Marco Ferreri raccontò di aver proposto al produttore Carlo Ponti un suo personale adattamento cinematografico di un romanzo di Bataille (anche se non si ricordava se fosse Storia dell'occhio o L'azzurro del cielo), con protagonisti la moglie di Ponti, Sophia Loren, e Marcello Mastroianni. Data la scabrosità di alcune scene, il progetto non ebbe séguito.
"E lui [Carlo Ponti] m'ha detto, seriamente: 'Gliene parlerò [a Sophia Loren]. Come idea è molto forte, ma gliene parlerò'. Ed è finita lì."

## Edizioni
- Georges Bataille, Simona, Roma, L'airone, 1969.

- Georges Bataille, Storia dell'occhio, prefazione di Alberto Moravia, Milano, Gremese, 1990.

- Georges Bataille, Storia dell'occhio, con uno scritto di Roland Barthes, Milano, ES, 2008.